# Frontera entre Austria y Liechtenstein
La frontera entre Austria y Liechtenstein separa a estos dos países alpinos enclavados en el corazón de la Europa Central, tomó forma en 1434, fecha a la cual los condados de Vaduz y de Schellenberg fueron unidos, formando el territorio actual del principado de Liechtenstein. La frontera resultó internacional en 1806 cuando el principado se convirtió en estado soberano. Desde la entrada de Austria en la Unión Europea, constituye la frontera entre el principado y la Unión.

## Descripción
Esta línea de demarcación se extiende sobre toda la parte oriental de Liechtenstein, inicia al sur en una zona de altas montañas del macizo del Rätikon en la unión de la frontera entre Austria y Suiza y de la frontera entre Liechtenstein y Suiza donde toma luego dirección norte, corta el valle de Samina y coge finalmente al norte el valle del Rin donde se encuentra el trifinio Austria-Suiza-Liechtenstein. El cruce de la frontera por vía carretera se efectúa al norte, pues el sur es muy accidentado y no está atravesado más que por senderos de elevada montaña.

## Control de fronteras
Desde que Liechtenstein integró el espacio aduanero de Suiza en 1923, el control de las fronteras está asegurado por las guardias fronteras suizas que tienen a su cargo la vigilancia de la frontera. No hay pues puestos de control entre Austria y Liechtenstein.

## Pequeño cambio de fronteras en el Lago Egel (2024-25)
En junio de 2024, el Parlamento del estado federal austríaco de Vorarlberg aprobó por unanimidad un cambio de la frontera entre Austria y Liechtenstein en el Lago Egel. El 12 de diciembre de 2024 se firmó en Viena el tratado de fronteras entre ambas naciones, en el que se estipulaba que, antes de entrar en vigor, debía ser aprobado por los Parlamentos de los dos países. El Consejo Nacional de Austria votó a favor de este cambio fronterizo en marzo de 2025.